# Eleusis (joc)
Eleusis és un joc de cartes creat per Robert Abbott el 1956, i popularitzat per Martin Gardner a la seva columna mensual de la revista Scientific American. En el joc un dels jugadors inventa secretament una regla de col·locació de cartes, que determina quina carta pot situar-se a continuació d'una altra i la resta de jugadors ha d'intentar determinar quina és aquesta regla. A la dècada de 1970 Abbot millorà el joc amb la versió coneguda com a The New Eleusis, que és la que es juga habitualment.

## Fonament del joc
En general, cal ser quatre o més jugadors i tenir dues baralles franceses de 52 cartes. Un jugador, anomenat «Déu», determina una regla secreta (anomenada «regla del món») que defineix quines cartes es podran anar afegint a la taula. Els altres jugadors han d'intentar endevinar-la fent experiències, és a dir proposant per torns cartes (d'una a tres) que o bé compliran la regla o no la compliran. El joc s'inicia traient una carta a l'atzar, a partir d'aquí els jugadors van proposant les seves cartes: si són bones es deixen al costat de la primera, formant una seqüència; si són dolentes es deixen sota l'última carta bona, formant una columna. Les dues seqüències de cartes així formades es disposen de tal manera que sempre se'n veu la cara, el que permet als jugadors endevinar la lògica seguida per la regla del món.
La regla del món no ha de ser gaire fàcil de descobrir, però tampoc gaire difícil, ja que Déu també rebrà punts si algun dels jugadors s'autoproclama «profeta». En aquest cas el profeta pren llavors el paper de Déu durant 10 torns i és ell qui ha de dir si les cartes proposades són bones o no, mentre que Déu es limita a confirmar si el que diu el profeta és correcte o no. Si el profeta s'equivoca, Déu el destitueix i el joc reprèn el seu curs; si el profeta no fa cap error durant 10 torns, enuncia la regla del món que ha endevinat i es fa Déu de la partida següent.

## La regla del món
La regla del món pot ser qualsevol tipus de regla que determini de forma unívoca la seqüència en què s'han de col·locar les cartes. En regles de tipus matemàtic les cartes numèriques tenen el seu valor, mentre que les figures (sota, reina i rei) poden correspondre al seu valor numèric habitual (11, 12 i 13) o bé a qualsevol altre valor que la regla determini. En alguns casos només s'accepten regles que es basin en les cartes i no en elements externs, com el jugador que les posa, però això es pot modificar si els jugadors hi estan d'acord.
Alguns exemples de regles del món són:
- Després d'una carta negra hi ha d'anar una de vermella i després d'una vermella una negra.
- Només es poden col·locar cartes de valor igual o inferior a 10.
- Alternar una carta de figura amb una carta numèrica.
- La següent carta ha de tenir la mateixa paritat que l'anterior, fins que es repeteixen dues cartes del mateix valor, moment en què la següent carta ha de canviar de paritat. Les figures tenen el seu valor habitual (11, 12 i 13).